# Reichweite (Teilchenstrahlung)
Die Reichweite geladener Teilchenstrahlung in einem Material ist die Weglänge, die die Strahlungsteilchen zurücklegen, bis ihre kinetische Energie vollständig (genauer: bis herab auf thermische Energie) aufgebraucht ist. Die Energie wird schrittweise in vielen einzelnen Stoßprozessen aufgezehrt, die beispielsweise zu Anregung oder Ionisation der getroffenen Atome oder Moleküle führen. Die Reichweite hängt ab vom Material, von der Strahlenart und der Strahlenenergie. Sie ist das Integral des reziproken Bremsvermögens über die Teilchenenergie von der Einfallsenergie bis Null; anschaulich endet sie an der Stelle, wo die Bragg-Kurve auf Null fällt.
Besonders bei schweren Teilchen (Ionen), weniger bei Elektronen, erreicht der Energieverlust pro Weglängeneinheit kurz vor dem Ende des Weges ein Maximum, den sogenannten Bragg-Peak. Dieser Effekt ist von großer praktischer Bedeutung bei der Strahlentherapie.
Die Energieabgabe durch Stöße ist ein stochastischer Prozess: die Zahl der Stöße pro Wegeinheit sowie Energieverlust und Richtungsänderung durch den Stoß sind etwas zufallsabhängig. Dadurch haben Teilchen mit gleicher Eingangsenergie geringfügig verschiedene Reichweiten. Auch legt das Teilchen keine ganz gerade Bahn zurück, sondern führt "Zick-Zack"-Bewegungen aus. Vernachlässigt man die stochastische Energieabgabe und nimmt kontinuierliche an, so erhält man die sogenannte CSDA-range (CSDA = continuous slowing down approximation (engl.) = kontinuierliche Verlangsamungs-Näherung; range (engl.) = Reichweite).
Elektronen höherer Energie verlieren Energie außer durch Stöße auch durch Erzeugung von Bremsstrahlung. Die Bremsstrahlung erreicht dann auch die Region jenseits der Reichweite der Elektronen.
Anders als Teilchenstrahlung werden Photonen (Röntgenstrahlung, Gammastrahlung) nur exponentiell allmählich abgeschwächt. Statt einer Reichweite gibt es hier eine Halbwertsdicke.

## Reichweite und Bremsvermögen
Die CSDA-Reichweite kann mit Hilfe des Bremsvermögens {\displaystyle S(E)=-{\frac {\mathrm {d} E}{\mathrm {d} x}}}, das den Verlust der kinetischen Energie {\displaystyle E} des Projektilteilchens beim Durchqueren eines Mediums angibt, berechnet werden:
{\displaystyle \textstyle {R}_{\mathrm {CSDA} }(E_{0})=\int \limits _{E_{0}}^{0}{\frac {1}{S(E)}}\mathrm {d} E=\int \limits _{E_{0}}^{0}-{\frac {\mathrm {d} x}{\mathrm {d} E}}\mathrm {d} E.}
Da in die Bethe-Formel des Bremsvermögens nur die Ladung, nicht aber die Masse des Projektils eingeht, ergibt sich näherungsweise ein einfacher Zusammenhang der Reichweite eines Ions mit Ladung {\displaystyle Z}, Nukleonenzahl {\displaystyle A} und kinetischer Energie pro Nukleon {\displaystyle E/A} mit der Reichweite {\displaystyle R_{p^{+}}} eines Protons:
{\displaystyle R(E)={\frac {A}{Z^{2}}}R_{p+}(E/A).}

## Messtechniken
Die Reichweite einer gegebenen Strahlung in einem Material kann durch "Probieren" festgestellt werden, indem man Folien, Platten usw. des Materials zwischen Strahlenquelle und einen geeigneten Teilchendetektor bringt und beobachtet, bei welcher Mindestschichtdicke keine Teilchen mehr registriert werden.
Umgekehrt kann, wenn die Beziehung zwischen der Anfangsenergie des Teilchens und der Reichweite bekannt ist, aus der gefundenen Reichweite auf die Energie geschlossen werden. Mit dieser Technik wurden früher durch Ermitteln der Reichweite in Luft Alphastrahlen-Energien gemessen.

## Beispiele
Die Reichweite der Alphastrahlung natürlicher radioaktiver Substanzen beträgt in Luft einige Zentimeter. Ein Blatt Papier stoppt diese Strahlung vollständig. Die Reichweite von Betastrahlung in Luft beträgt dagegen in vielen Fällen einige Meter und die Reichweite hochenergetischer Myonen in Gestein kann mehrere Kilometer betragen.